# 3YE
3YE (кор. 써드아이; англ. «Third eye», укр. «Третє око») — південнокорейський жіночий гурт, сформований GH Entertainment у 2019 році. До складу входять троє учасниць: Юджі, Юрім та Хаин. Гурт дебютував 21 травня 2019 року цифровим синглом «DMT».

## Кар'єра
До створення гурту всі учасниці гурту були входили до складу попереднього жіночого гурту GH Entertainment — Apple.B. Юджі також брала участь у шоу K-pop Star 2 і Kara Project, перш ніж стати стажистом у GH Entertainment. Тріо дебютувало 21 травня 2019 року зі своїм першим цифровим синглом «DMT (Do Ma Thang)». Їхній другий цифровий сингл «OOMM (Out Of My Mind)» вийшов 17 вересня. У листопаді вони виграли нагороду «Найочікуваніший ідол» на KY Star Awards. Їхній третій цифровий сингл «Queen» вийшов 21 лютого 2020 року, а 29 червня вийшов їхній перший мініальбом Triangle. 14 липня вони випустили спеціальний літній сингл «Like This Summer».
Четвертий цифровий сингл гурту «Stalker» вийшов 1 квітня 2021 року.

## Учасниці
- Юджі (유지)
- Юрім (유림)
- Хаин (하은)

## Дискографія

### Мініальбоми
| Назва    | Деталі альбому                                                                       | Пікові позиції у чартах | Продажі                 |
| Назва    | Деталі альбому                                                                       | KOR                     | Продажі                 |
| -------- | ------------------------------------------------------------------------------------ | ----------------------- | ----------------------- |
| Triangle | - Реліз: 29 червня 2020 - Лейбл: GH Entertainment - Формат: CD, цифрове завантаження | 48                      | - Південна Корея: 1,500 |

### Сингли
| «DMT (Do Ma Thang)»                                                         | 2019 | — | Triangle              |
| «OOMM (Out Of My Mind)»                                                     | 2019 | — | Triangle              |
| «Queen»                                                                     | 2020 | — | Triangle              |
| «Yessir»                                                                    | 2020 | — | Triangle              |
| «Like This Summer»                                                          | 2020 | — | Не увійшов до альбому |
| «Stalker»                                                                   | 2021 | — | Не увійшов до альбому |
| «—» релізи, що не потрапили у чарти або не виходили у відповідних регіонах. |      |   |                       |

## Нагороди і номінації
| Нагорода       | Рік  | Категорія             | Номінант / робота | Результат | Прим. |
| -------------- | ---- | --------------------- | ----------------- | --------- | ----- |
| KY Star Awards | 2019 | Most Anticipated Idol | 3YE               | Перемога  | [ 6 ] |